# Степанов, Алексей Иванович (химик)
Алексей Иванович Степанов (1866—1937) — российский химик, физикохимик, физик, профессор.

## Биография
Родился 13 марта 1866 года. В 1889 году закончил Санкт-Петербургский практический технологический институт императора Николая I со званием технолога, оставлен работать в институте.
Первый лауреат премии и золотой медали имени Людвига Эммануиловича Нобеля, учреждённой Русским техническим обществом Товарищества нефтяного производства Братьев Нобелей в 1888 г., как международная премия. А. И. Степанов стал первым лауреатом за работу «Основы теории ламп».
С 1907 года — адъюнкт-профессор, с 1914 года — профессор химической технологии института.
В 1916 году утверждён в чине действительного статского советника.
В 1921—1928 годах — профессор Технологического института, преподаватель Хозяйственной академии РККА, работал в лаборатории Петроградского отделения Российского пищевого научно-технического института, эксперт при Комитете по делам изобретений.
Опубликовал около 60 научных работ.
В 1930 году по болезни вышел на пенсию.

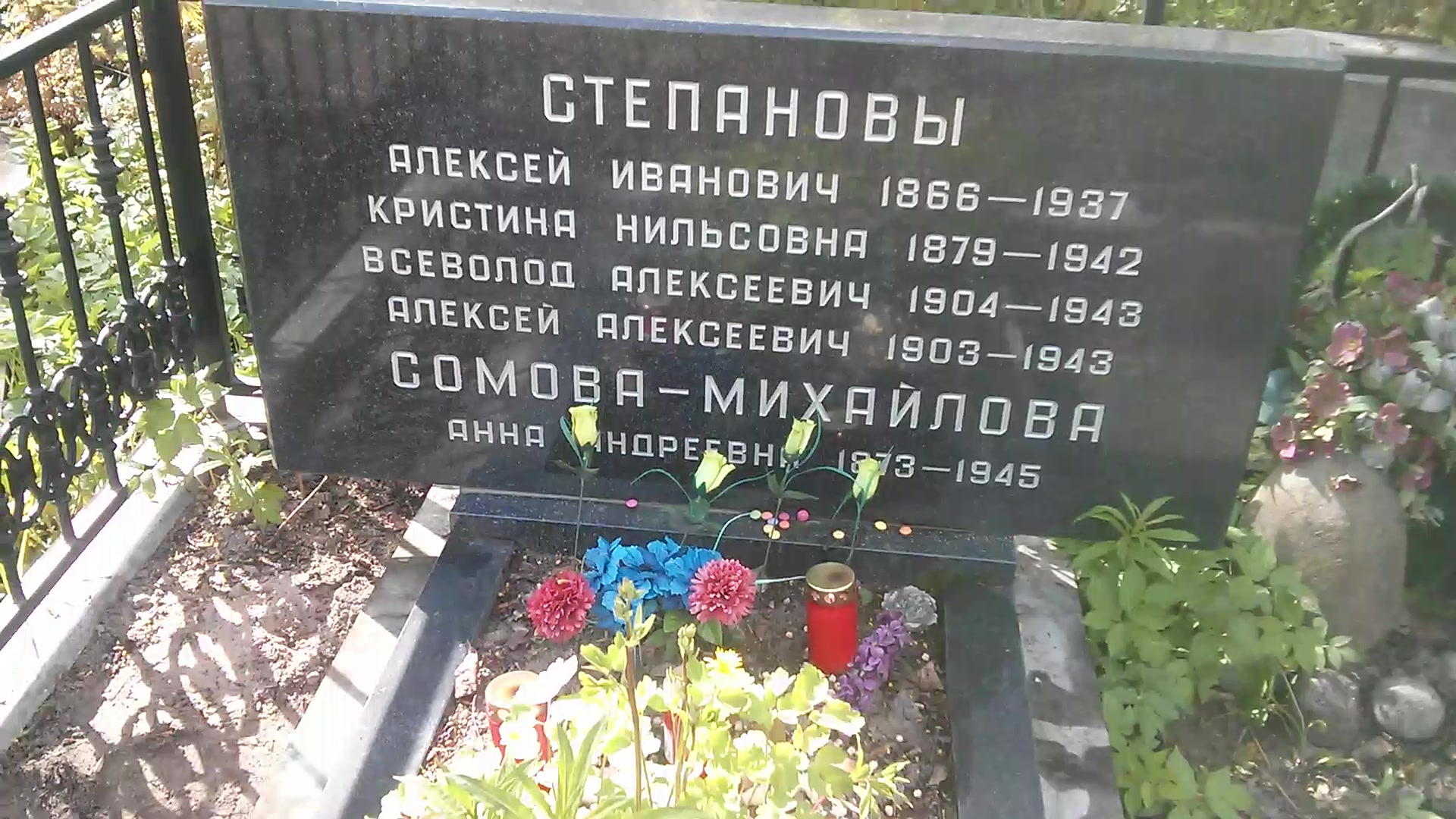

Умер Алексей Иванович в Ленинграде в 1937 году. Похоронен на Волковском лютеранском кладбище.

## Семья
Супруга — Кристина Нильсовна Гансен (Гансина) родилась в Дании в 1879 году, умерла 9 июля 1942 года в блокадном Ленинграде. Дети — Алексей Алексеевич (1903—24.01.1943) и Всеволод Алексеевич (1904—1943) — умерли в блокадном Ленинграде, похоронены на Волковском Лютеранском кладбище вместе с отцом. Дочь Евгения умерла в Баку.